# ماريو بارتي 9
ماريو بارتي 9 (بالإنجليزية: Mario Party 9)‏ (باليابانية: マリオパーティ9) ، هي لعبة فيديو إلكترونية من نوع مغامرات واحتفال ، وهي الجزء التاسع من سلسلة ألعاب ماريو بارتي ، صدرت في السوق سنة 2012م ، وتعمل حصراً على نظام وي.